# Alfred Hegar
Ernst Ludwig Alfred Hegar (Darmstadt, 1830 – Friburgo in Brisgovia, 1914) è stato un ginecologo tedesco.
Docente all'università di Friburgo, da lui prendono nome il rammollimento del collo dell'utero pre-parto (segno di Hegar) e i dilatatori di Hegar.